# Ryland Heights, Kentucky
Ryland Heights, Kentucky (енгл. Ryland Heights) град је у америчкој савезној држави Кентаки.

## Демографија
По попису из 2010. године број становника је 1.022, што је 223 (27,9%) становника више него 2000. године.
| Група             | 2000.       | 2010.       |
| Белци             | 779 (97,5%) | 998 (97,7%) |
| Афроамериканци    | 3 (0,4%)    | 5 (0,5%)    |
| Азијати           | 0 (0,0%)    | 2 (0,2%)    |
| Хиспаноамериканци | 4 (0,5%)    | 7 (0,7%)    |
| Укупно            | 799         | 1.022       |